# Dietrich Zander
Dietrich Zander (n. 2 iulie 1951, Berlin, RDG) este un canotor ce a reprezentat Republica Democrată Germană, medaliat olimpic. A participat la o ediție a Jocurilor Olimpice (1972) în care a câștigat o medalie de argint.

## Participări
Lista de mai jos prezintă principalele competiții la care a participat Dietrich Zander de-a lungul carierei.
- rowing at the 1972 Summer Olympics – men's coxed four[*][3]